# Раэлиты
Раэлиты — последователи раэлизма, нового религиозного движения, классифицируемого как религия НЛО. Раэлиты верят, что жизнь на Земле была создана научным путём представителями высокоразвитой внеземной цивилизации, которые передали нам их решающее послание, развенчивающее мифы о нашем происхождении. Представителей этой цивилизации раэлиты называют Элохим.

## История
Движение основано в 1973 году в Женеве французским журналистом Клодом Ворийоном (т. н. Раэлем). К 1997 году движение раэлитов сильно окрепло, насчитывало огромное количество приверженцев в 84-х странах мира, а к 2001 настолько глобализировалось и в финансовом плане, что стало спонсировать программу компании Clonaid по клонированию человека.
Одну из своих главных задач раэлиты видят в достижении бессмертия человека средствами науки, основные надежды связываются с клонированием.

## Принципы учения

Символ раэлизма

1. Следование идеям материализма и атеизма. По мнению раэлитов, на определённом этапе технологического развития цивилизация сможет развиться до «цивилизации богов». Элохимы — одна из таких цивилизаций. Предназначение человечества — достичь уровня развития Элохимов.
2. Равенство полов. Свобода проявления сексуальности[5], отстаивание принципа «свободной любви» и пропаганда его в обществе. Многие раэлиты живут в коммунах, где занимаются практикой т. н. «чувственной» медитации.
3. Одна из важнейших задач человечества — развитие науки и техники. Раэлиты выступают за снятие каких-либо запретов на клонирование и использование генетических манипуляций.

## Отношение к другим религиям
Раэлиты считают, что в будущем главной станет «атеистическая» религия, близкая к буддизму. Раэлиты критикуют «иудеохристианскую картину мира»; критикуют католическую церковь за недостаточное внимание к достижениям современной науки.

## Интересные факты
- В 1985 году под Монреалем был построен «Уфоленд» — своеобразный аттракцион, заповедник раэлитов в Канаде, также с целью привлечения инвестиций (всех входящих он встречал вывеской «Элохимы смотрят на нас глазами Раэля»), однако в 2001 году, не окупив затрат, «Уфоленд» был закрыт.
- В 1998 году Раэль создал Орден ангелов Раэля, своеобразное элитное подразделение, куда принимаются красивые женщины для обучения их основам искусства гейш.
- Занимают второе место после саентологии в качестве религии НЛО[6].